# Neuville-sur-Touques
Neuville-sur-Touques ist eine französische Gemeinde mit 237 Einwohnern (Stand 1. Januar 2022) im Département Orne in der Region Normandie (bis 2015 Basse-Normandie). Sie gehört zum Arrondissement Mortagne-au-Perche und zum Gemeindeverband Les Vallées d’Auge et du Merlerault.

## Geografie
Die Gemeinde Neuville-sur-Touques liegt an der Touques in der Landschaft Pays d’Auge, 24 Kilometer nordöstlich von Argentan und etwa 58 Kilometer südwestlich von Caen. Neuville hat keinen gewachsenen Dorfkern, sondern ist eine Zusammenfassung mehrerer verstreut liegender Weiler und Einzelhöfe. Mairie und Kirche liegen etwa in der Mitte des 15,35 km² umfassenden Gemeindegebietes, das von einem Wechsel von Wiesen, kleinen Wäldern und den typischen Hecken (bocages) geprägt ist. Die größten der zahlreichen Ortsteile sind Les Moulins, La Halte (mit den ehemaligen Bahnhofsgebäuden), La Berrière, La Piroudière, La Bersotière, La Cotillière, La Jaunière und Les Mares Hary.
Begrenzt wird Neuville-sur-Touques von den Nachbargemeinden Sap-en-Auge im Norden und Osten, Chaumont im Südosten, Mardilly im Süden, Aubry-le-Panthou im Westen sowie Roiville im Nordwesten.

## Ortsname
Der Name Neuville bezeichnet in seiner ursprünglichen Bedeutung neun Landgüter, hervorgegangen aus der lateinischen Villa rustica.
Zur Zeit der Gemeindegründung 1793 hieß der Ort Neuville sur Tongue, seit 1801 gilt der Name Neuville-sur-Touques.

## Bevölkerungsentwicklung
| Jahr      | 1962 | 1968 | 1975 | 1982 | 1990 | 1999 | 2006 | 2014 | 2021 |
| --------- | ---- | ---- | ---- | ---- | ---- | ---- | ---- | ---- | ---- |
| Einwohner | 326  | 277  | 214  | 200  | 208  | 191  | 242  | 232  | 232  |

Im Jahr 1841 wurde mit 990 Bewohnern die bisher höchste Einwohnerzahl ermittelt. Die Zahlen basieren auf den Daten von cassini.ehess und INSEE.

## Sehenswürdigkeiten
Die Kirche Saint-Germain-d’Auxerre beherbergt ein Altarbild, ein Adlerpult und einen geschnitzten hölzernen Christus. Die Kirchenausstattungsstücke sind als Monuments historiques ausgewiesen.
Im Ortsteil La Jaunière befinden sich noch Überreste des 1952 eingestürzten unterirdischen Refugiums Bove des Chevaliers. Den erhaltenen Aufzeichnungen nach handelte es sich um ein kreuzförmiges Kellergewölbe mit zwei großen Räumen, die „Kapelle“ und „Ritter“ genannt wurden.

## Wirtschaft und Infrastruktur
Das Gemeindegebiet ist bäuerlich geprägt. In der Gemeinde Neuville-sur-Touques sind 25 Landwirtschaftsbetriebe ansässig (Getreideanbau, Milchviehhaltung, Rinder-, Ziegen- und Schafzucht, zwei Obstplantagen).
An der südlichen Gemeindegrenze von Neuville-sur-Touques verläuft die Fernstraße D 979 von Lisieux nach Gacé. Im zehn Kilometer entfernten Gacé besteht ein Anschluss an die Autoroute A28.

## Belege
1. ↑  René Lepelley: Dictionnaire étymologique des noms de communes de Normandie, Condé-sur-Noireau, Edition Charles Corlet, 1996 (ISBN 2-905461-80-2, notice BnF no FRBNF36174448), S. 187
2. ↑  Neuville-sur-Touques, auf cassini.ehess.fr
3. ↑  Neuville-sur-Touques auf cassini.ehess
4. ↑  Neuville-sur-Touques auf INSEE
5. ↑  thomaslemousquetaire.free.fr. Abgerufen am 21. Mai 2019 (französisch).
6. ↑   Jérôme und Laurent Triolet: Souterrains et croyances, Rennes, Éditions Ouest-France, coll. «Mémoires de l'histoire», Februar 2002, 124 S. (ISBN 978-2-7373-2872-5)
7. ↑  Landwirtschaftsbetriebe auf annuaire-mairie.fr